# Ca la Reina de les Pageses
Ca la Reina de les Pageses és una casa unifamiliar del municipi de Manlleu (Osona) inclosa en l'Inventari del Patrimoni Arquitectònic de Catalunya.

## Descripció
L'edifici segueix clarament la tipologia de les cases dels segles XVI-XVIII. A la planta baixa les dependències dels serveis, amb una porta d'entrada semicircular amb dovelles de pedra (seguint la tradició gòtica). Al primer pis s'hi obren diverses finestres amb balcó de senzilles baranes de ferro, que corresponen a les habitacions. Al pis superior hi ha una porxada que servia d'assecador.
Hi ha un pou d'ús comunitari datat el 1783 adossat a una de les façanes. Té forma de cavitat cilíndrica en sentit vertical, i fou construït a l'exterior de la casa amb còdols i morter, i material reaprofitat (pedres, peces de ceràmica...). Comunica amb un terrat del primer pis a través del qual s'accedeix al pou. La corriola i politja estan adossades a la paret de la casa.

## Història
Amb la importància de la industrialització a Manlleu, durant el segle xix i principis del XX, es van transformar la majoria de cases del poble. Aquesta casa és una de les poques que encara que sofrís modificacions en la distribució de les obertures o s'hagués ampliat en algun sector, no varià l'estructura general ni la decoració de la façana, essent un testimoni del tipus de cases que majoritàriament foren transformades.
Per construir la casa s'aprofità la muralla que cloïa Dalt Vila durant l'època medieval. Era prop d'una de les portes que s'obria al camí de torelló (Portal de Torelló). A la llinda d'un dels balcons apareix gravada la data 1692.